# Дискография King Crimson
В статье представлена дискография британской рок-группы King Crimson.

## Студийные альбомы
- In the Court of the Crimson King (1969)
- In the Wake of Poseidon (1970)
- Lizard (1970)
- Islands (1971)
- Larks' Tongues in Aspic (1973)
- Starless and Bible Black (1974)
- Red (1974)
- Discipline (1981)
- Beat (1982)
- Three of a Perfect Pair (1984)
- THRAK (1995)
- The ConstruKction of Light (2000)
- The Power to Believe (2003)

## Концертные альбомы
- Earthbound (1972)
- USA (1974)
- The Great Deceiver (1992, записи 1973—1974 годов)
- B’Boom: Live in Argentina (1995, запись 1994 года)
- THRaKaTTaK (1996, запись 1995 года)
- Epitaph (1997, запись 1969 года)
- The Night Watch (1998, запись 1973 года)
- Absent Lovers: Live in Montreal (1998, запись 1984 года)
- Cirkus: The Young Persons' Guide to King Crimson Live (1999, записи 1969—1998 годов)
- Live in Mexico City (1999, запись 1996 года)
- The ProjeKcts (1999, записи 1997—1999 годов)
- The Deception of the Thrush: A Beginners' Guide to ProjeKcts (1999, записи 1997—1999 годов)
- The Beginners' Guide to the King Crimson Collectors' Club (2000, записи 1969—1998 годов)
- Heavy ConstruKction (2000)
- VROOOM VROOOM (2001, записи 1995—1996 годов)
- Ladies of the Road (2002, записи 1971—1972 годов)
- EleKtrik: Live in Japan (2003)
- The Power To Believe Tour Box (2003)
- Live At The Orpheum (2015)

## Синглыимини-альбомы
- Cat Food/Groon (1970)
- Atlantic Sampler (1973)
- The Night Watch/The Great Deceiver (1974)
- Epitaph/21st Century Schizoid Man (1976)
- Matte Kudasai (1981)
- Elephant Talk (1981)
- Thela Hun Ginjeet (1981)
- Heartbeat (1982)
- Three of a Perfect Pair/Man With an Open Heart (1984)
- Sleepless (1984)
- VROOOM (EP, 1994)
- Dinosaur (1995)
- People (1995)
- Sex Sleep Eat Drink Dream (1995)
- Level Five (EP, 2001, не вошёл в рейтинги)
- Happy With What You Have to Be Happy With (EP, 2002, не вошёл в рейтинги)

## Коллекционные «официальные бутлеги» (The King Crimson Collectors' Club)
Записи концертных выступлений, студийных сессий и радиовыступлений, выпущенные ограниченным тиражом:
- Live at The Marquee (CLUB1, 1998, запись 1969 года)
- Live at Jacksonville (CLUB2, 1998, запись 1972 года)
- The Beat Club, Bremen (CLUB3, 1999, запись 1972 года)
- Live at Cap D'Agde (CLUB4, 1999, запись 1982 года)
- King Crimson On Broadway (2 диска) (CLUB5-6, 1999, запись 1995 года)
- ProjeKct Four — Live in San Francisco (CLUB7, 1999, запись 1998 года)
- The VROOOM Sessions (CLUB8, 1999, запись 1994 года)
- Live at Summit Studios (CLUB9, 2000, запись 1972 года)
- Live in Central Park, NYC (CLUB10, 2000, запись 1974 года)
- Live at Moles Club, Bath (CLUB11, 2000, запись 1981 года)[1]
- Live in Hyde Park, London (CLUB12, объявлен на 2000, 2002, записи 1969 и 1997 годов)
- Nashville Rehearsals (CLUB13, 2000, запись 1997 года)
- Live at Plymouth Guildhall (2 диска) (CLUB14, 2001, запись 1971 года)
- Live in Mainz, Germany (CLUB15, 2001, запись 1974 года)
- Live in Berkeley, CA (CLUB16, 2001, запись 1982 года)
- ProjeKct Two — Live in Northampton, MA (CLUB17, 2001, запись 1998 года)
- Live in Detroit, MI (2 диска) (CLUB18, 2001, запись 1971 года)
- Live in Nashville, TN (CLUB19, 2002, запись 2001 года)
- Live at the Zoom Club (2 диска) (CLUB20, 2002, запись 1972 года)
- The Champaign-Urbana Sessions (CLUB21, 2003, запись 1983 года)
- ProjeKct One — Jazz Café Suite (CLUB22, 2003, запись 1997 года)
- Live in Orlando, FL (2 диска) (CLUB23, 2003, запись 1972 года)
- Live in Guildford (CLUB24, 2003, запись 1972 года)
- Live at Fillmore East (CLUB25, 2004, запись 1969 года)
- Live in Philadelphia, PA (CLUB26, 2004, запись 1982 года)
- ProjeKct Three — Live in Austin, TX (CLUB27, 2004, запись 1999 года)
- Live in Warsaw, Poland (2 диска) (CLUB28, 2005, запись 2001 года)
- Live in Heidelberg (CLUB29, 2005, запись 1974 года)
- Live in Brighton (CLUB30, 2005, запись 1971 года)

## Сборники
- A Young Person's Guide to King Crimson (комплект из 2 долгоиграющих грампластинок) (1976)
- The Compact King Crimson (1986)
- Heartbeat: The Abbreviated King Crimson (1991)
- Frame by Frame: The Essential King Crimson (комплект из 4 компакт-дисков) (1991)
- Sleepless: The Concise King Crimson (1993)
- The 21st Century Guide to King Crimson - Volume One - 1969-1974 (2004)
- The 21st Century Guide to King Crimson - Vol. 2 - 1981-2003 (2005)

## Видеозаписи (DVD и VHS)
- The Noise: Frejus (видеокассета) (1984, запись 1982 года)
- Three of a Perfect Pair: Live in Japan (видеокассета) (1984, запись 1984 года)
- Live in Japan (видеокассета) (1996, запись 1995 года)
- déjà VROOOM (DVD) (1999, запись 1995 года)
- Eyes Wide Open (DVD) (2003, запись 2000 и 2003 годов)
- Neal and Jack and Me (DVD) (2004, запись 1982 и 1984 годов)

## «ПроеКкты» (ProjeKct)
- ProjeKct Two — Space Groove (1998)
- ProjeKct X — Heaven And Earth (2000)